# Châtillon Anna magyar királyné
Châtillon Anna vagy Antiókhiai Anna, eredeti nevén Ágnes (Agnès de Châtillon), (Antiókhia, 1153 – Székesfehérvár, 1184) antiókhiai hercegnő, III. Béla király első felesége, Magyarország királynéja 1172 és 1184 között. A Bizáncban élő Béla herceg I. Manuél császártól kapta Ágnes hercegnő kezét 1169-ben. Az 1172-ben trónra kerülő tehetséges III. Bélának Ágnes, aki Magyarországon az Anna nevet kapta, méltó és befolyásos házastársa volt a fennmaradt történelmi források tanúsága szerint.
Châtillon Anna az egyetlen királyné, akinek földi maradványait érintetlenül találták a székesfehérvári koronázóbazilika területén. A királyné mellé temették Nagy Béla királyt is, aki 1196-ban halt meg. A sírt 1848-ban fedezték föl kútásás közben.

## Élete

### Antiókhiában és Bizáncban
Châtillon Anna királyné 1153-ban született a közel-keleti Antiókhiában Châtillon Rajnald fejedelem és Antiókhiai Konstancia fejedelemnő gyermekeként. A keresztségben valószínűleg az Ágnes nevet kapta. Apja kalandjairól és kegyetlenségéről híres keresztes hadvezér volt, aki 1161-ben egy fosztogató hadjárat során arab fogságába került, és csak 1176-ban szabadult, majd 1187-ben a hattíni csatavesztés után Szaladin, a keresztesekkel leszámoló egyiptomi szultán keze által halt meg. Anyja jóval korábban, 1163-ban hunyt el. 
A fiatal hercegnő 1170 körül Bizáncba került, ahol anyai féltestvére, I. Manuél császár felesége, Mária császárné maga mellé vette. Ott a császár feleségül adta az 1163 óta Bizáncban élő magyar herceghez, Bélához, aki korábban a birodalom trónjának várományosaként eljegyezte a császár lányát, de miután a császárnak fia született, fölbontotta Béla jegyességét és megfosztotta deszpotészi tisztségétől. A frigyre egyes források szerint 1169 szeptemberében, más források alapján 1171 márciusában került sor. A császári udvarban vette fel az Anna nevet, melyet királynéként Magyarországon is megtartott, valószínűleg azért, mert az Ágnes név ritka volt akkoriban. A magyar dokumentumok is Anna néven emlegetik. Az esküvő után a pár elzarándokolt a Szentföldre, ahol gazdag adományokat adtak át a johannitáknak.

### Magyarországon

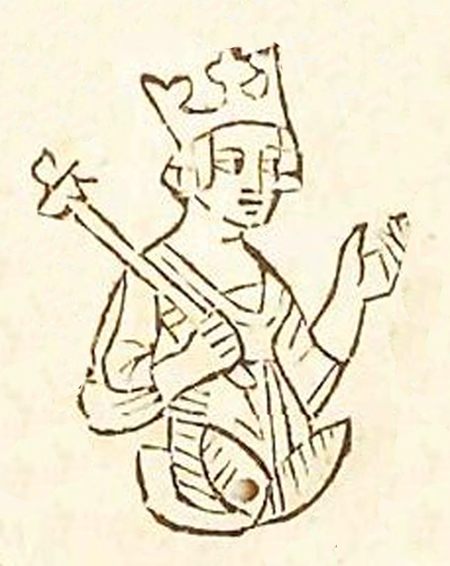
Châtillon Anna, Ladislaus Sunthaym 1491-es rajza

Miután Béla herceg bátyja, III. István 1172. március 4-én utód nélkül halt meg, a korona Béla fejére került. Koronázásukra 1173. január 13-án került sor Székesfehérvárott. 
Châtillon Anna nevéhez köthető egyes francia királyi hagyományok magyarországi meghonosítása, ez családja frank származásának tudható be. III. Béla a királyné hatására vált a burgundiai ciszterci rend fő támogatójává: ekkor alakultak jelentős ciszterci apátságok a Pilisben, Pásztón, Zircen és Szentgotthárdon. A rend kiválasztása valószínűleg összefüggött azzal, hogy Anna egy Pontigny-i család leszármazottja volt. Azon a környéken a ciszterci rendnek három kolostora is működött, tehát a család szoros kapcsolatban állhatott a ciszterciekkel. 
1184-ben, 31 évesen halt meg Székesfehérvárott. A királyi bazilikában temették el.

### Gyermekei
Hét gyermeke született Béla királytól:
- Imre (1174-1204), magyar király 1196 és 1204 között;
- Margit (1175-1223), Angelosz Izsák bizánci császár felesége;
- András (1176-1235), magyar király 1205 és 1235 között;
- Salamon, fiatalon meghalt;
- ismeretlen nevű leány, valószínűleg csecsemőként meghalt;
- István, fiatalon meghalt;
- Konstancia (1181-1240), I. Ottokár cseh király felesége.

## Sírja
Anna királynét a székesfehérvári Nagyboldogasszony-bazilikában temették el, majd 1196-ban mellé temették Béla királyt is. Az 1848 decemberében Érdy János régész által a bazilika romterületén feltárt sírt akkor elhelyezkedése alapján III. Bélának és Anna királynénak tulajdonították. 
A királyi pár földi maradványait megtalálásuk után a Nemzeti Múzeumba vitték, majd 1898-ban a budai Mátyás-templomban temették újra. A díszes sírt Ferenc József király saját pénzén készíttette. A királyi pár budapesti újratemetése egyesek szerint a maradványok megszentségtelenítése, ugyanis végakaratuk szerint Székesfehérvárott kellene nyugodniuk. Az eredeti sírmellékletek ma is a Nemzeti Múzeumban láthatók, a székesfehérvári Szent István Király Múzeumban csak a másolatok tekinthetők meg állandó jelleggel. A kincsek 169 év után először a Királyi Napok 2017-es rendezvénysorozata alkalmából tértek vissza Székesfehérvárra egy időszakos kiállítás keretében. Cser-Palkovics András, Székesfehérvár polgármestere a 2017-es Királyi Napok alkalmával (melynek középpontjában III. Béla és kora áll) jelezte, hogy a városvezetés nemcsak a sírmellékleteket, hanem a földi maradványokat is szeretné véglegesen visszajuttatni Székesfehérvárra, amennyiben ez lehetséges. Az eredeti, piszkei vörösmárványból készült szarkofágok maradtak csupán a volt fővárosban: a Szent István-székesegyház altemplomában láthatók. A márványkoporsók különlegessége, hogy a király és a királyné testlenyomata ma is jól kivehető a fenéklapokon.  
Egyes feltételezések szerint azonban a sírban nem III. Béla és Anna királyné, hanem Könyves Kálmán és első felesége, Felícia nyugszik. A feltételezés alapjául többek között az szolgál, hogy a királyi párral eltemetett sírmellékletek a 11. század végéről származhatnak, valamint a király kezébe helyezett körmeneti feszület egyesek szerint arra utal, hogy a sírban eltemetett férfi főpap lehetett. Márpedig a magyar uralkodók közül Kálmán volt az egyetlen, aki trónra lépése előtt felszentelt püspök volt, bár ez nem bizonyít semmit, hiszen a trónra már királyként ült és nem papként, emellett pedig 21 éves uralkodásának végére aligha tartották számon őt püspökként.
2022-ben a székesfehérvári osszáriumban talált, összekeveredett csontmaradványok között a Szegedi Tudományegyetem kutatói archeogenetikai módszerekkel, a korábban megtalált III. Béla király DNS-mintája segítségével azonosították Antiochiai Anna maradványait is.

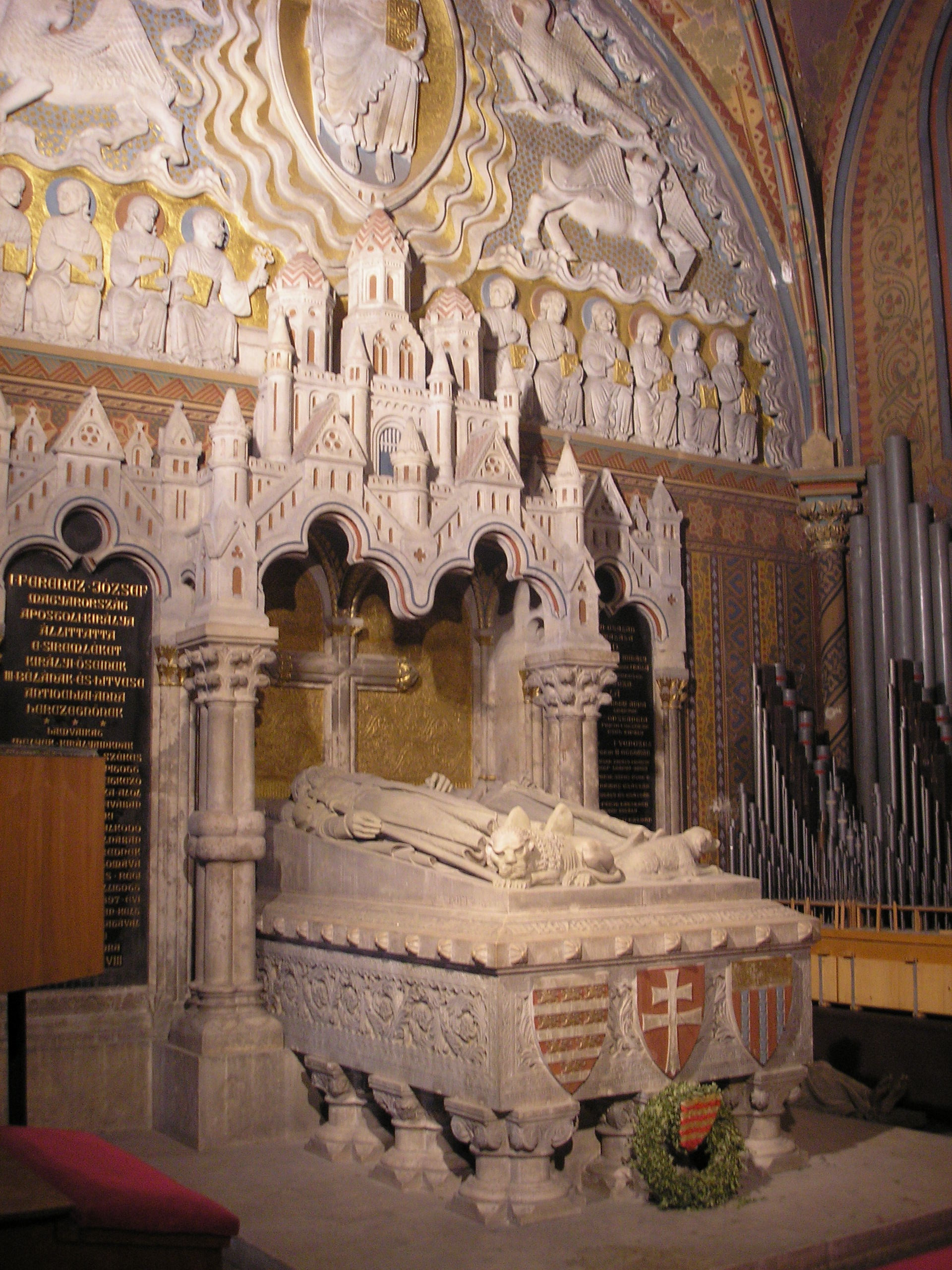
A királyi pár jelenlegi nyughelye. Mátyás-templom, Budapest
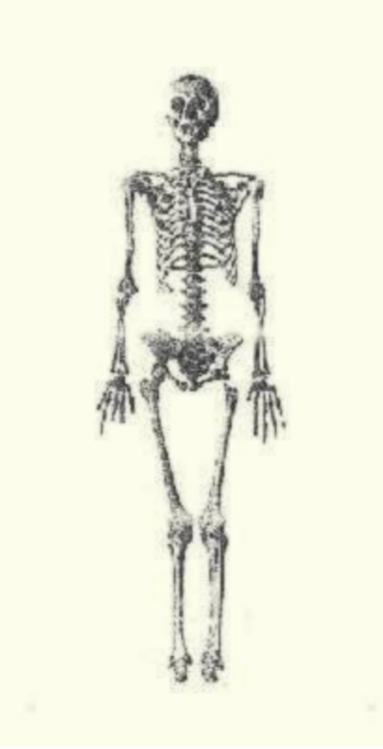
A királyné összerakott csontváza, Török Aurél 1900-as rajza
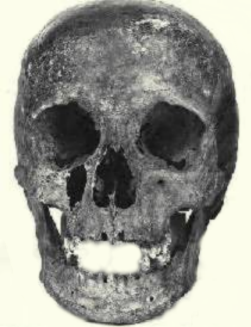
A királyné koponyája
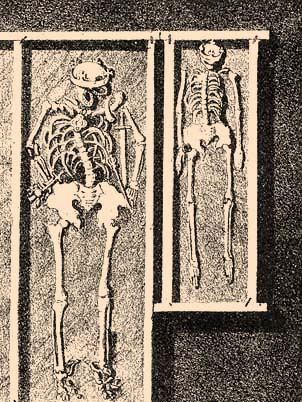
III. Béla és Anna királyné csontjai 1848-as megtalálásukkor, korabeli helyszínrajz
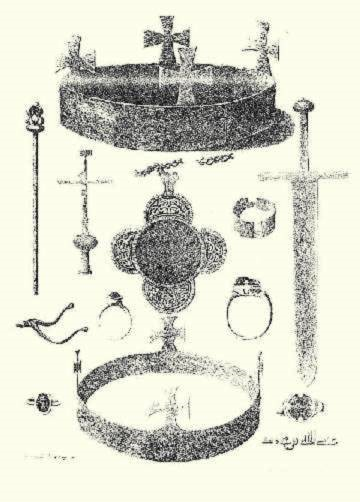
A sírban talált ékszerek, 1853-as rajz

## Külső hivatkozások
- Magyar életrajzi lexikon